# Белый карлик
Бе́лые ка́рлики — звёзды, состоящие из электронно-ядерной плазмы, лишённые источников термоядерной энергии и светящиеся благодаря своей тепловой энергии, постепенно остывая в течение миллиардов лет.
Ближайший известный белый карлик — Сириус B, находящийся на расстоянии в 8,6 световых лет. Предполагается, что среди ста ближайших к Солнцу звёздных систем белыми карликами являются восемь звёзд. В настоящее время белые карлики составляют, по разным оценкам, от 3 до 10 % звёздного населения нашей галактики (неопределённость оценки обусловлена трудностью наблюдения удалённых белых карликов из-за их малой светимости).
Белые карлики образуются в процессе эволюции звёзд, чья масса недостаточна для превращения в нейтронную звезду, а именно не превышает около 10 масс Солнца, каковых в нашей галактике более 97 % от общего количества. Когда звезда главной последовательности малой или средней массы заканчивает превращение водорода в гелий, она расширяется, становясь красным гигантом. Красный гигант поддерживается термоядерными реакциями превращения гелия в углерод и кислород. Если масса красного гиганта оказывается недостаточной для подъёма температуры ядра до уровня, необходимого для термоядерных реакций с участием полученного углерода, происходит его накопление в ядре звезды, вместе с кислородом. Звезда сбрасывает внешнюю оболочку, формируя планетарную туманность, а бывшее ядро звезды становится белым карликом, состоящим из углерода и кислорода.
В зависимости от исходной массы звезды, термоядерные реакции также могут остановиться на гелии (для звёзд с очень малой массой, характерных для двойных звёздных систем) или на неоне (для звёзд массой от 8 до 10,5 солнечных), что приведёт к образованию белых карликов, состоящих соответственно из гелия или кислорода, неона и магния.
Сформировавшиеся белые карлики представляют собой компактные звёзды с массами, сравнимыми или бо́льшими, чем масса Солнца, но с радиусами в 100 раз меньшими и, соответственно, болометрическими светимостями в ~10 000 раз меньше солнечной. Средняя плотность вещества белых карликов в пределах их фотосфер 105—109 г/см3, что почти в миллион раз выше плотности звёзд главной последовательности.

## История открытия

### Открытие белых карликов
Первым открытым белым карликом стала звезда 40 Эридана B в тройной системе 40 Эридана, которую ещё в 1785 году Уильям Гершель включил в каталог двойных звёзд. В 1910 году Генри Норрис Расселл обратил внимание на аномально низкую светимость 40 Эридана B при её высокой цветовой температуре, что и послужило впоследствии выделению подобных звёзд в отдельный класс белых карликов.
Вторым и третьим открытыми белыми карликами стали Сириус B и Процион B. В 1844 году директор Кёнигсбергской обсерватории Фридрих Бессель, анализируя данные наблюдений, которые велись с 1755 года, обнаружил, что Сириус, ярчайшая звезда земного неба, и Процион периодически, хотя и весьма слабо, отклоняются от прямолинейной траектории движения по небесной сфере. Бессель пришёл к выводу, что у каждой из них должен быть близкий спутник. Сообщение было встречено скептически, поскольку слабый спутник оставался ненаблюдаемым, а его масса должна была быть достаточно велика — сравнимой с массой Сириуса и Проциона, соответственно.
В январе 1862 года Элвин Грэхэм Кларк, юстируя 18-дюймовый рефрактор, самый большой на то время телескоп в мире (Dearborn Telescope), впоследствии поставленный семейной фирмой Кларков в обсерваторию Чикагского университета, обнаружил в непосредственной близости от Сириуса тусклую звёздочку. Это был спутник Сириуса, Сириус B, предсказанный Бесселем. А в 1896 году американский астроном Д. М. Шеберле открыл Процион B, подтвердив тем самым и второе предсказание Бесселя.
В 1915 году американский астроном Уолтер Сидней Адамс измерил спектр Сириуса B. Из измерений следовало, что его температура не ниже, чем у Сириуса A (по современным данным, температура поверхности Сириуса B составляет 25 000 K, а Сириуса A — 10 000 К), что, с учётом его в 10 000 раз меньшей, чем у Сириуса A, светимости указывает на очень малый радиус и, соответственно, высокую плотность — 106 г/см3 (плотность Сириуса ~0,25 г/см3, плотность Солнца ~1,4 г/см3).
В 1917 году Адриан ван Маанен открыл ещё один белый карлик — звезду ван Маанена в созвездии Рыб.
В 1922 году Виллем Якоб Лейтен предложил называть такие звёзды «белыми карликами».

### Парадокс плотности
В начале XX века Герцшпрунгом и Расселлом была открыта закономерность в отношении спектрального класса (то есть температуры) и светимости звёзд — диаграмма Герцшпрунга — Расселла (Г—Р диаграмма). Казалось, что всё разнообразие звёзд укладывается в две ветви Г—Р диаграммы — главную последовательность и ветвь красных гигантов. В ходе работ по накоплению статистики распределения звёзд по спектральному классу и светимости Расселл обратился в 1910 году к профессору Эдуарду Пикерингу. Дальнейшие события Расселл описывает так:

Я был у своего друга … профессора Э. Пиккеринга с деловым визитом. С характерной для него добротой он предложил получить спектры всех звёзд, которые Хинкс и я наблюдали … с целью определения их параллаксов. Эта часть казавшейся рутинной работы оказалась весьма плодотворной — она привела к открытию того, что все звёзды очень малой абсолютной величины (то есть низкой светимости) имеют спектральный класс M (то есть очень низкую поверхностную температуру). Как мне помнится, обсуждая этот вопрос, я спросил у Пиккеринга о некоторых других слабых звёздах…, упомянув, в частности, 40 Эридана B. Ведя себя характерным для него образом, он тут же отправил запрос в офис (Гарвардской) обсерватории, и вскоре был получен ответ (я думаю, от миссис Флеминг), что спектр этой звезды — A (то есть высокая поверхностная температура). Даже в те палеозойские времена я знал об этих вещах достаточно, чтобы сразу же осознать, что здесь имеется крайнее несоответствие между тем, что мы тогда назвали бы «возможными» значениями поверхностной яркости и плотности. Я, видимо, не скрыл, что не просто удивлён, а буквально сражён этим исключением из того, что казалось вполне нормальным правилом для характеристик звёзд. Пиккеринг же улыбнулся мне и сказал: «Именно такие исключения и ведут к расширению наших знаний» — и белые карлики вошли в мир исследуемого.

Удивление Расселла вполне понятно: 40 Эридана B относится к относительно близким звёздам, и по наблюдаемому параллаксу можно достаточно точно определить расстояние до неё и, соответственно, светимость. Светимость 40 Эридана B оказалась аномально низкой для её спектрального класса — белые карлики образовали новую область на Г—Р диаграмме. Такое сочетание светимости, массы и температуры было непонятно и не находило объяснения в рамках стандартной модели строения звёзд главной последовательности, разработанной в 1920-х годах Эддингтоном.
Высокая плотность белых карликов оставалась необъяснимой в рамках классической физики и астрономии и нашла объяснение лишь в рамках квантовой механики после появления статистики Ферми — Дирака. В 1926 году Фаулер в статье «О плотной материи» показал, что, в отличие от звёзд главной последовательности, для которых уравнение состояния основывается на модели идеального газа (стандартная модель Эддингтона), для белых карликов плотность и давление вещества определяются свойствами вырожденного электронного газа (ферми-газа).
Следующим этапом в объяснении природы белых карликов стали работы Якова Френкеля, Э. Стоунера и Чандрасекара. В 1928 году Френкель указал, что для белых карликов должен существовать верхний предел массы, то есть эти звёзды с массой выше определённого предела неустойчивы и должны коллапсировать. К этому же выводу независимо пришёл в 1930 году Э. Стоунер, который дал правильную оценку предельной массы. Более точно её вычислил в 1931 году Чандрасекар в работе «Максимальная масса идеального белого карлика» (предел Чандрасекара) и независимо от него в 1932 году Л. Д. Ландау.

## Происхождение белых карликов
Решение Фаулера объяснило внутреннее строение белых карликов, но не механизм их происхождения. В объяснении генезиса белых карликов ключевую роль сыграли две идеи: мысль астронома Эрнста Эпика, что красные гиганты образуются из звёзд главной последовательности в результате выгорания ядерного горючего, и предположение астронома Василия Фесенкова, сделанное вскоре после Второй мировой войны, что звёзды главной последовательности должны терять массу, и такая потеря массы должна оказывать существенное влияние на эволюцию звёзд. Эти предположения полностью подтвердились.

### Тройная гелиевая реакция и изотермические ядра красных гигантов
В процессе эволюции звёзд главной последовательности происходит «выгорание» водорода — нуклеосинтез с образованием гелия (см. цикл Бете). Такое выгорание приводит к прекращению энерговыделения в центральных частях звезды, сжатию и, соответственно, к повышению температуры и плотности в её ядре. Рост температуры и плотности в звёздном ядре ведёт к условиям, в которых активируется новый источник термоядерной энергии: выгорание гелия (тройная гелиевая реакция или тройной альфа-процесс), характерный для красных гигантов и сверхгигантов.
При температурах порядка 108 К кинетическая энергия ядер гелия становится достаточно высокой для преодоления кулоновского барьера: два ядра гелия (4He, альфа-частицы) могут сливаться с образованием нестабильного изотопа бериллия 8Be:
{\displaystyle {\ce {{}^{4}_{2}He + {}^{4}_{2}He -> {}^{8}_{4}Be}}}{\displaystyle .}
Бо́льшая часть 8Be снова распадается на две альфа-частицы, но при столкновении 8Be с высокоэнергетической альфа-частицей может образоваться стабильное ядро углерода 12C:
{\displaystyle {\ce {{}^{8}_{4}Be + {}^{4}_{2}He -> {}^{12}_{6}C}}} + 7,3 МэВ.
Несмотря на весьма низкую равновесную концентрацию 8Be (например, при температуре ~108 К отношение концентраций [8Be]/[4He] ~10−10), скорость такой тройной гелиевой реакции оказывается достаточной для достижения нового гидростатического равновесия в горячем ядре звезды. Зависимость энерговыделения от температуры в тройной гелиевой реакции чрезвычайно высока, так, для диапазона температур {\displaystyle T} ~1—2⋅108 К энерговыделение {\displaystyle \varepsilon _{3\alpha }}:
{\displaystyle \varepsilon _{3\alpha }=10^{8}\rho ^{2}Y^{3}\cdot \left({\frac {T}{10^{8}}}\right)^{30},}
где {\displaystyle Y} — парциальная концентрация гелия в ядре (в рассматриваемом случае «выгорания» водорода близка к единице).
Тройная гелиевая реакция характеризуется значительно меньшим энерговыделением, чем цикл Бете: в пересчёте на единицу массы энерговыделение при «горении» гелия более чем в 10 раз ниже, чем при «горении» водорода. По мере выгорания гелия и исчерпания источника энергии в ядре возможны и более сложные реакции нуклеосинтеза, однако, во-первых, для таких реакций требуются всё более высокие температуры, и, во-вторых, энерговыделение на единицу массы в таких реакциях падает по мере роста массовых чисел ядер, вступивших в реакцию.
Дополнительным фактором, по-видимому, влияющим на эволюцию ядер красных гигантов, является сочетание высокой температурной чувствительности тройной гелиевой реакции, а также реакции синтеза более тяжёлых ядер с механизмом нейтринного охлаждения: при высоких температурах и давлениях возможно рассеяние фотонов на электронах с образованием нейтрино-антинейтринных пар, которые свободно уносят энергию из ядра: звезда для них прозрачна. Скорость такого объёмного нейтринного охлаждения, в отличие от классического поверхностного фотонного охлаждения, не лимитирована процессами передачи энергии из недр звезды к её фотосфере. В результате реакции нуклеосинтеза в ядре звезды достигается новое равновесие, характеризующееся одинаковой температурой ядра: образуется изотермическое ядро.
В случае красных гигантов с относительно небольшой массой (порядка солнечной) изотермические ядра состоят, в основном, из гелия, в случае более массивных звёзд — из углерода и более тяжёлых элементов. Однако в любом случае плотность такого изотермического ядра настолько высока, что расстояния между электронами образующей ядро плазмы становятся соизмеримыми с их длиной волны Де Бройля {\displaystyle \lambda =h/mv}, то есть выполняются условия вырождения электронного газа. Расчёты показывают, что плотность изотермических ядер соответствует плотности белых карликов, то есть ядрами красных гигантов являются белые карлики.
На фотографии шарового звёздного скопления NGC 6397 идентифицируются белые карлики обоих типов: и гелиевые белые карлики, возникшие при эволюции менее массивных звёзд, и углеродные белые карлики — результат эволюции звёзд с большей массой.

### Потеря массы красными гигантами и сброс ими оболочки
Ядерные реакции в красных гигантах происходят не только в ядре: по мере выгорания водорода в ядре, нуклеосинтез гелия распространяется на ещё богатые водородом области звезды, образуя сферический слой на границе бедных и богатых водородом областей. Аналогичная ситуация возникает и с тройной гелиевой реакцией: по мере выгорания гелия в ядре она также сосредотачивается в сферическом слое на границе между бедными и богатыми гелием областями. Светимость звёзд с такими «двухслойными» областями нуклеосинтеза значительно возрастает, достигая порядка нескольких тысяч светимостей Солнца, звезда при этом «раздувается», увеличивая свой диаметр до размеров земной орбиты. Зона нуклеосинтеза гелия поднимается к поверхности звезды: доля массы внутри этой зоны составляет ~70 % массы звезды. «Раздувание» сопровождается достаточно интенсивным истечением вещества с поверхности звезды, наблюдаются такие объекты как протопланетарные туманности.
Такие звёзды явно нестабильны, и в 1956 году астроном и астрофизик Иосиф Шкловский предложил механизм образования планетарных туманностей через сброс оболочек красных гигантов, при этом обнажение изотермических вырожденных ядер таких звёзд приводит к рождению белых карликов.
Точные механизмы потери массы и дальнейшего сброса оболочки для таких звёзд пока неясны, но можно предположить следующие факторы, способные внести свой вклад в потерю оболочки:
- Из-за крайне высокой светимости существенным становится световое давление потока излучения звезды на её внешние слои, что, по расчётным данным, может привести к потере оболочки за несколько тысяч лет.
- Вследствие ионизации водорода в областях, лежащих ниже фотосферы, может развиться сильная конвективная неустойчивость. Аналогичную природу имеет солнечная активность, в случае же красных гигантов мощность конвективных потоков должна значительно превосходить солнечную.
- В протяжённых звёздных оболочках могут развиваться неустойчивости, приводящие к сильным колебательным процессам, сопровождающимся изменением теплового режима звезды. Волны плотности выброшенной звездой материи, которые могут быть следствиями таких колебаний.
- У красных гигантов с «двуслойным» термоядерным источником, перешедших на поздней стадии своей эволюции на асимптотическую ветвь гигантов, наблюдаются термические пульсации, сопровождающиеся «переключением» водородного и гелиевого термоядерных источников и интенсивной потерей массы.

Так или иначе, но достаточно длительный период относительно спокойного истечения вещества с поверхности красных гигантов заканчивается сбросом его оболочки и обнажением его ядра. Такая сброшенная оболочка наблюдается как планетарная туманность. Скорости расширения протопланетарных туманностей составляют десятки км/с, то есть близки к значению параболических скоростей на поверхности красных гигантов, что служит дополнительным подтверждением их образования сбросом «излишка массы» красных гигантов.
Сейчас предложенный Шкловским сценарий конца эволюции красных гигантов является общепринятым и подкреплён многочисленными наблюдательными данными.

### Сжатие белых карликов
Теоретики предсказывали, что молодые белые карлики на ранней стадии эволюции должны сжиматься. Согласно расчётам, из-за постепенного остывания радиус типичного белого карлика может сократиться на несколько сотен километров в первый миллион лет его существования. В 2017 году российские астрофизики из Государственного астрономического института имени П. К. Штернберга МГУ, Института астрономии РАН, Института теоретической и экспериментальной физики имени А. И. Алиханова и Национального института астрофизики (Милан) под руководством профессора Сергея Борисовича Попова впервые в мире документально обнаружили молодой белый карлик, очень быстро уменьшающий радиус. Российские учёные и их итальянские помощники изучали рентгеновское излучение двойной системы HD49798/RX J0648.0-4418, расположенной в созвездии Кормы на расстоянии в две тысячи световых лет от Земли. Результаты исследований опубликованы в журнале Monthly Notices of the Royal Astronomical Society в феврале 2018 года.

## Физика и свойства белых карликов
Как уже упоминалось, массы белых карликов составляют порядка солнечной, но размеры составляют лишь сотую (и даже меньше) часть солнечного радиуса, то есть плотность вещества в белых карликах чрезвычайно высока и составляет {\displaystyle \rho \sim 10^{5}{-}10^{9}} г/см3. При таких плотностях электронные оболочки атомов разрушаются, и вещество представляет собой электронно-ядерную плазму, причём её электронная составляющая представляет собой вырожденный электронный газ. Давление {\displaystyle P} такого газа подчиняется зависимости
{\displaystyle P=K\rho ^{5/3},}
где {\displaystyle \rho } — его плотность, то есть, в отличие от уравнения Клапейрона (уравнения состояния идеального газа), для вырожденного электронного газа температура в уравнение состояния не входит — его давление от температуры не зависит, и, следовательно, строение белых карликов не зависит от температуры. Таким образом, для белых карликов, в отличие от звёзд главной последовательности и гигантов, не существует зависимость масса — светимость.

### Химический состав
Химический состав белого карлика определяется тем, на каком этапе закончились термоядерные реакции внутри звезды-прародительницы.
Если масса исходной звезды мала, 0,08—0,5 масс Солнца, что недостаточно для запуска горения гелия, то после израсходования всего запаса водорода такие звёзды становятся гелиевыми белыми карликами с массой до 0,5 солнечных.
Если первоначальная звезда имеет массу в 0,5—8 масс Солнца, то этого достаточно для гелиевой вспышки, эволюция звезды продолжатся на фазе красного гиганта и прекратится только после выгорания гелия. Получившееся в результате вырожденное ядро такой звезды станет углеродно-кислородным белым карликом с массой в 0,5—1,2 солнечных.
Когда исходная звезда имеет массу 8—12 солнечных, этого достаточно для запуска горения углерода, эволюция звезды продолжится дальше, и углерод в её недрах может быть переработан в более тяжёлые элементы, в частности неон и магний. И тогда конечной стадией эволюции такой звезды может стать образование кислородно-неоно-магниевого белого карлика с массой, близкой к пределу Чандрасекара.

### Зависимость масса — радиус
Уравнение состояния вырожденного электронного газа действительно для холодного электронного газа, но температура даже в несколько миллионов кельвинов мала по сравнению с характерной ферми-энергией электронов ({\displaystyle kT\ll E_{\text{F}}}). Вместе с тем, при росте плотности вещества из-за запрета Паули (два электрона не могут иметь одно квантовое состояние, то есть одинаковую энергию и спин) энергия и скорость электронов возрастают настолько, что начинают действовать эффекты теории относительности — вырожденный электронный газ становится релятивистским. Зависимость давления {\displaystyle P} релятивистского вырожденного электронного газа от плотности уже другая:
{\displaystyle P=K\rho ^{4/3}.}
Для такого уравнения состояния складывается интересная ситуация. Средняя плотность белого карлика
{\displaystyle \rho \sim M/R^{3},}
где {\displaystyle M} — масса, а {\displaystyle R} — радиус белого карлика.
Тогда давление
{\displaystyle P\sim M^{4/3}/R^{4},}
и сила давления, противодействующая гравитации и равная перепаду давления по глубине:
{\displaystyle {\frac {P}{R}}\sim {\frac {M^{4/3}}{R^{5}}}.}
Гравитационные силы, противодействующие давлению:
{\displaystyle {\frac {\rho GM}{R^{2}}}\sim {\frac {M^{2}}{R^{5}}},}
то есть, хотя перепад давления и гравитационные силы одинаково зависят от радиуса, но по-разному зависят от массы — как {\displaystyle \sim M^{4/3}} и {\displaystyle \sim M^{2}} соответственно. Следствием такого соотношения зависимостей является существование некоторого значения массы звезды, при которой гравитационные силы уравновешиваются силами давления, а при увеличении массы белого карлика его радиус уменьшается.

### Предел Чандрасекара
Другим следствием является то, что если масса больше некоторого предела (предел Чандрасекара), то звезда коллапсирует.
Таким образом, для белых карликов существует верхний предел массы {\displaystyle {\mathfrak {M}}_{\text{Ch}}\approx 1.4M_{\text{Sol}}}. Интересно, что для наблюдаемых белых карликов существует и аналогичный нижний предел: поскольку скорость эволюции звёзд пропорциональна их массе, то мы можем наблюдать маломассивные белые карлики как остатки лишь тех звёзд, которые успели проэволюционировать за время от начального периода звездообразования Вселенной до наших дней.

### Особенности спектров и спектральная классификация
Спектры белых карликов сильно отличаются от спектров звёзд главной последовательности и гигантов. Главная их особенность — небольшое число сильно уширенных линий поглощения, а некоторые белые карлики (спектральный класс DC) вообще не содержат заметных линий поглощения. Малое число линий поглощения в спектрах звёзд этого класса объясняется очень сильным уширением линий: только самые сильные линии поглощения, уширяясь, имеют достаточную глубину, чтобы остаться заметными, а слабые, из-за малой глубины, практически сливаются с непрерывным спектром.
Особенности спектров белых карликов объясняются несколькими факторами. Во-первых, из-за высокой плотности белых карликов ускорение свободного падения на их поверхности составляет ~108 см/с2 (или ~1000 км/с2), что, в свою очередь, приводит к малым протяжённостям их фотосфер, огромным плотностям и давлениям в них и уширению линий поглощения. Другим следствием сильного гравитационного поля на поверхности является гравитационное красное смещение линий в их спектрах, эквивалентное скоростям в несколько десятков км/с. Во-вторых, у некоторых белых карликов, обладающих сильными магнитными полями, наблюдаются сильная поляризация излучения и расщепление спектральных линий вследствие эффекта Зеемана.
Белые карлики выделяются в отдельный спектральный класс D (от англ. Dwarf — карлик), в настоящее время используется классификация, отражающая особенности спектров белых карликов, предложенная в 1983 году Эдвардом Сионом; в этой классификации спектральный класс записывается в следующем формате:
D [подкласс] [особенности спектра] [температурный индекс],
при этом определены следующие подклассы:
- DA — в спектре присутствуют линии бальмеровской серии водорода, линии гелия не наблюдаются;
- DB — в спектре присутствуют линии гелия He I, линии водорода или металлов отсутствуют;
- DC — непрерывный спектр без линий поглощения;
- DO — в спектре присутствуют сильные линии гелия He II, также могут присутствовать линии He I и H;
- DZ — только линии металлов, линии H или He отсутствуют;
- DQ — линии углерода, в том числе молекулярного C2;

и спектральные особенности:
- P — наблюдается поляризация света в магнитном поле;
- H — поляризация при наличии магнитного поля не наблюдается;
- V — звёзды типа ZZ Кита или другие переменные белые карлики;
- X — пекулярные или неклассифицируемые спектры.

## Эволюция белых карликов
Белые карлики начинают свою эволюцию как обнажившиеся вырожденные ядра красных гигантов, сбросивших свою оболочку — то есть в качестве центральных звёзд молодых планетарных туманностей. Температуры фотосфер ядер молодых планетарных туманностей чрезвычайно высоки — так, например, температура центральной звезды туманности NGC 7293 составляет от 90 000 К (оценка по линиям поглощения) до 130 000 К (оценка по рентгеновскому спектру). При таких температурах большая часть спектра приходится на жёсткое ультрафиолетовое и мягкое рентгеновское излучение.
Вместе с тем, наблюдаемые белые карлики по своим спектрам преимущественно делятся на две большие группы — «водородные» спектрального класса DA, в спектрах которых отсутствуют линии гелия, которые составляют ~80 % популяции белых карликов, и «гелиевые» спектрального класса DB без линий водорода в спектрах, составляющие большую часть оставшихся 20 % популяции. Причина такого различия состава атмосфер белых карликов долгое время оставалась неясной. В 1984 году Ико Ибен рассмотрел сценарии «выхода» белых карликов из пульсирующих красных гигантов, находящихся на асимптотической ветви гигантов, на различных фазах пульсации. На поздней стадии эволюции у красных гигантов с массами до десяти солнечных в результате «выгорания» гелиевого ядра образуется вырожденное ядро, состоящее преимущественно из углерода и более тяжёлых элементов, окружённое невырожденным гелиевым слоевым источником, в котором идёт тройная гелиевая реакция. В свою очередь, над ним располагается слоевой водородный источник, в котором идут термоядерные реакции цикла Бете превращения водорода в гелий, окружённый водородной оболочкой; таким образом, внешний водородный слоевой источник является «производителем» гелия для гелиевого слоевого источника. Горение гелия в слоевом источнике подвержено тепловой неустойчивости вследствие чрезвычайно высокой зависимости от температуры, и это усугубляется большей скоростью преобразования водорода в гелий по сравнению со скоростью выгорания гелия; результатом становится накопление гелия, его сжатие до начала вырождения, резкое повышение скорости тройной гелиевой реакции и развитие слоевой гелиевой вспышки.
За крайне короткое время (~30 лет) светимость гелиевого источника увеличивается настолько, что горение гелия переходит в конвективный режим, слой расширяется, выталкивая наружу водородный слоевой источник, что ведёт к его охлаждению и прекращению горения водорода. После выгорания избытка гелия в процессе вспышки светимость гелиевого слоя падает, внешние водородные слои красного гиганта сжимаются, и происходит новый поджог водородного слоевого источника.
Ибен предположил, что пульсирующий красный гигант может сбросить оболочку, образовав планетарную туманность, как в фазе гелиевой вспышки, так и в спокойной фазе с активным слоевым водородным источником, и, поскольку поверхность отрыва оболочки зависит от фазы, то при сбросе оболочки во время гелиевой вспышки обнажается «гелиевый» белый карлик спектрального класса DB, а при сбросе оболочки гигантом с активным слоевым водородным источником — «водородный» карлик DA; длительность гелиевой вспышки составляет около 20 % от длительности цикла пульсации, что и объясняет соотношение водородных и гелиевых карликов DA:DB ~ 80:20.
Крупные звёзды (в 7—10 раз тяжелее Солнца) в какой-то момент «сжигают» водород, гелий и углерод и превращаются в белые карлики с богатым кислородом ядром. Звёзды SDSS 0922+2928 и SDSS 1102+2054 с кислородсодержащей атмосферой это подтверждают.
Поскольку белые карлики лишены собственных термоядерных источников энергии, то они излучают за счёт запасов своего тепла. Мощность излучения абсолютно чёрного тела (интегральная мощность по всему спектру), приходящаяся на единицу площади поверхности, пропорциональна четвёртой степени температуры тела:
{\displaystyle j=\sigma T^{4},}
где {\displaystyle j} — мощность на единицу площади излучающей поверхности, а {\displaystyle \sigma } — постоянная Стефана — Больцмана.
Как уже отмечалось, в уравнение состояния вырожденного электронного газа температура не входит — то есть радиус белого карлика и излучающая площадь остаются неизменными: в результате, во-первых, для белых карликов не существует зависимость масса — светимость, но существует зависимость возраст — светимость (зависящая только от температуры, но не от площади излучающей поверхности), и, во-вторых, сверхгорячие молодые белые карлики должны достаточно быстро остывать, так как поток излучения и, соответственно, темп остывания, пропорционален четвёртой степени температуры.
На ранних стадиях остывания белых карликов, крайне важную роль играет нейтринное охлаждение, при больших светимостях эти процессы могут отводить из недр звезды значительно больше энергии, чем излучается с поверхности в виде фотонов.
Нейтринное охлаждение очень сильно зависит от температуры, различные слабые процессы идущие при остывании могут быть пропорциональны от {\displaystyle T^{6}} до {\displaystyle T^{9}}.

### Остывшие белые карлики
В пределе, после десятков миллиардов лет остывания любой белый карлик должен превратиться в так называемый чёрный карлик (не излучающий видимый свет). Хотя пока таких объектов во Вселенной не наблюдается (по некоторым[каким?] подсчётам минимум 1015 лет требуется для остывания белого карлика до температуры 5 K), так как время, прошедшее со времени образования первых звёзд во Вселенной, составляет (по современным представлениям) около 13 миллиардов лет, но некоторые белые карлики уже охладились до температур ниже 4000 кельвинов (например, белые карлики WD 0346+246 и SDSS J110217, 48+411315.4 с температурами 3700—3800 K и спектральным классом M0 на расстоянии около 100 световых лет от Солнца), что, наряду с малыми размерами, делает их обнаружение весьма сложной задачей.
На последних этапах остывания чёрных карликов (после 1015 лет) важную роль будет играть процесс гравитационного захвата и аннигиляции тёмной материи. В отсутствие дополнительного источника энергии чёрные карлики становились бы более холодными и тусклыми, пока их температура не сравнялась бы с фоновой температурой Вселенной. Однако благодаря энергии, которую они извлекают из аннигиляции тёмной материи, белые карлики смогут дополнительно излучать энергию на протяжении ещё очень долгого времени. Полная мощность излучения одного чёрного карлика, обусловленная процессом аннигиляции тёмной материи, составляет приблизительно 1015 ватт. И хотя эта незначительная мощность примерно в сто миллиардов (1011) раз слабее мощности излучения Солнца, именно этот механизм производства энергии будет главным в почти остывших чёрных карликах будущего. Такая выработка энергии будет продолжаться, пока галактическое гало остаётся целым — то есть в течение 1020 — 1025 лет. Затем аннигиляция тёмной материи постепенно прекратится и они остынут окончательно.

## Астрономические феномены с участием белых карликов

### Рентгеновское излучение белых карликов
Температура поверхности молодых белых карликов, изотропных ядер звёзд после сброса оболочек, очень высока — более 2⋅105 К, однако достаточно быстро падает за счёт излучения с поверхности. Такие очень молодые белые карлики наблюдаются в рентгеновском диапазоне (например, наблюдения белого карлика HZ 43 спутником ROSAT). В рентгеновском диапазоне светимость белых карликов превышает светимость звёзд главной последовательности: иллюстрацией могут служить снимки Сириуса, сделанные рентгеновским телескопом «Чандра» — на них белый карлик Сириус Б выглядит ярче, чем Сириус А спектрального класса A1, который в оптическом диапазоне в ~10 000 раз ярче Сириуса Б.
Температура поверхности наиболее горячих белых карликов — 7⋅104 К, наиболее холодных — меньше 4⋅103 К (см., например, Звезда ван Маанена и WD 0346+246 с SDSS J110217, 48+411315.4 спектрального класса M0).
Особенностью излучения белых карликов в рентгеновском диапазоне является тот факт, что основным источником рентгеновского излучения для них является фотосфера, что резко отличает их от «нормальных» звёзд: у последних в рентгене излучает корона, разогретая до нескольких миллионов кельвинов, а температура фотосферы слишком низка для испускания рентгеновского излучения.
В отсутствие аккреции источником светимости белых карликов является запас тепловой энергии ионов в их недрах, поэтому их светимость зависит от возраста. Количественную теорию остывания белых карликов построил в конце 1940-х годов профессор Самуил Каплан.

### Аккреция на белые карлики в двойных системах
При эволюции звёзд различных масс в двойных системах темпы эволюции компонентов неодинаковы, при этом более массивный компонент может проэволюционировать в белый карлик, в то время как менее массивный к этому времени может оставаться на главной последовательности. В свою очередь, при сходе в процессе эволюции менее массивного компонента с главной последовательности и его переходе на ветвь красных гигантов размер эволюционирующей звезды начинает расти до тех пор, пока она не заполняет свою полость Роша. Поскольку полости Роша компонентов двойной системы соприкасаются в точке Лагранжа L1, то на этой стадии эволюции менее массивного компонента через точку L1 начинается переток материи с красного гиганта в полость Роша белого карлика и дальнейшая аккреция богатой водородом материи на его поверхность, что приводит к ряду астрономических феноменов:
- Нестационарная аккреция на белые карлики в случае, если компаньоном является массивный красный карлик, приводит к возникновению карликовых новых (звёзд типа U Gem (UG)) и новоподобных катастрофических переменных звёзд[32].
- Аккреция на белые карлики, обладающие сильным магнитным полем, направляется в район магнитных полюсов белого карлика, и циклотронный механизм излучения аккрецирующей плазмы в околополярных областях магнитного поля карлика вызывает сильную поляризацию излучения в видимой области (поляры и промежуточные поляры).
- Аккреция на белые карлики богатого водородом вещества приводит к его накоплению на поверхности (состоящей преимущественно из гелия) и разогреву до температур реакции синтеза гелия, что, в случае развития тепловой неустойчивости, приводит к взрыву, наблюдаемому как вспышка новой звезды.
- Достаточно длительная и интенсивная аккреция на массивный белый карлик приводит к к приближению его массы к пределу Чандрасекара, что ведет к его катастрофическому сжатию, запускающему в нем взрывной термоядерный синтез углерода и кислорода, наблюдаемый как вспышка сверхновой типа Ia. Примером такого события является взрыв сверхновой SN 1572.

### Звёзды-зомби
Если в двойной звёздной системе находится белый карлик и обычная звезда, а также расстояние между ними маленькое, то белый карлик будет перетягивать на себя вещество ближайшей звезды, и как следствие набирать массу. Со временем, при приближении к определённой массе, белый карлик разогревается до такой температуры, что в его ядре снова начинаются термоядерные реакции, которые сопровождаются ещё одной вспышкой сверхновой звезды. Звезда погибает во второй раз и снова образуется белый карлик, но с меньшей массой и большей скоростью вращения. Такой белый карлик называется звездой-зомби.